# San Lorenzo Maggiore
San Lorenzo Maggiore là một đô thị ở tỉnh Benevento, vùng Campania phía nam Italia. San Lorenzo Maggiore giáp các đô thị: Guardia Sanframondi, Paupisi, Ponte, San Lupo và Vitulano.